# 리가 아소발
리가 아소발(Liga ASOBAL)은 스페인 프로 핸드볼 리그에서 최상위 리그로 1990년부터 운영되고 있으며 16팀이 홈 앤드 어웨이 방식으로 각 팀이 30경기씩 치르게 된다. 독일의 핸드볼 분데스리가와 함께 유럽에서 가장 경쟁력 있는 핸드볼 리그 중 하나이며 유럽 핸드볼 클럽대항전인 EHF 챔피언스리그 최다 우승 리그이다.